# Alice Teichova
Alice Teichova (née Schwarz) (19 de setembro de 1920 a 12 de março de 2015) foi uma economista britânica nascida na Áustria e historiadora econômica. Ela foi considerada uma das principais historiadoras da economia da Europa Central moderna. Suas publicações incluíram uma pesquisa histórica das relações comerciais internacionais da Tchecoslováquia, An Economic Background to Munich, publicado em 1974. Ela foi co-autora de seu trabalho mais recente, Nation, State and the Economy in History (2003), com o historiador economista austríaco Herbert Matis.

## Vida e carreira
Teichova nasceu em uma família judia em Viena, em 19 de setembro de 1920, filho de Arthur Schwarz, relojoeiro, e Gisela (née Leist). Ela foi criada em uma residência individual no distrito de Floridsdorf, em Viena, onde seu pai era dono de uma loja de relógios. A família fugiu da Áustria no final da década de 1930, após a ascensão dos nazistas e dos Anschluss em 1938. Alice, que havia conseguido um emprego como empregada doméstica em Kingston-upon-Thames, Surrey, Inglaterra, foi a primeira fugir do país. O resto da família mais tarde se juntou a ela no Reino Unido. Ela conheceu seu marido, Mikulás Teich, que se tornou um importante historiador da ciência eslovaca, em um clube de refugiados no Reino Unido em 1940.
Teichova tornou-se a primeira professora do sexo feminino na Universidade de East Anglia. Em 1985, Teichova recebeu um doutorado honorário da Universidade de Uppsala, Suécia.
Alice Teichova morreu em 12 de março de 2015, com 94 anos de idade.